# Albolote
Albolote es una localidad y municipio español situado en la parte centro-norte de la comarca de la Vega de Granada, en la provincia de Granada. Limita con los municipios de Peligros, Maracena, Atarfe, Colomera, Iznalloz, Deifontes, Cogollos Vega y Calicasas. Otras localidades cercanas son Monteluz y Pulianas. Cuenta con una población de 19 587 habitantes (INE 2024). Por su término discurren los ríos Cubillas —incluido el embalse homónimo—, Colomera, Bermejo y Blanco.
El municipio alboloteño es una de las treinta y cuatro entidades que componen el área metropolitana de Granada, y comprende los núcleos de población de Albolote —capital municipal—, El Aire, El Chaparral, Parque del Cubillas y Pretel. Además, hay algunas urbanizaciones dispersas a lo largo del término, como Loma Verde, Villas Blancas, El Torreón, Monte Elvira, Sierra Elvira y Buenavista.
Como dato a señalar, dentro del municipio se encuentra el Centro Penitenciario de Granada, popularmente conocido como la Cárcel de Albolote, el único en la provincia y que cuenta con una población reclusa de 1334 presos (2021).

## Símbolos

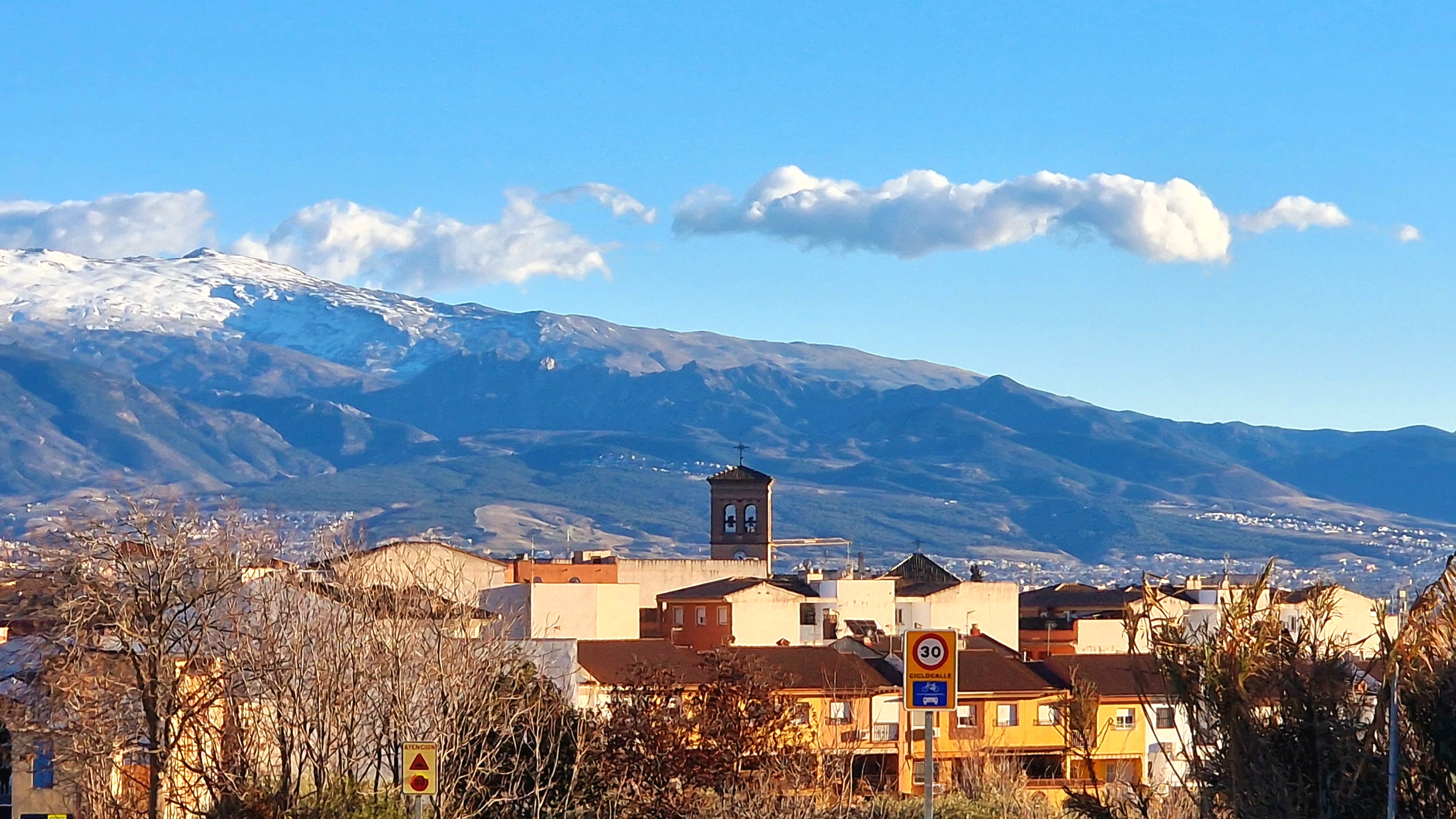
Vista de la localidad

Albolote cuenta con un escudo y bandera adoptados de manera oficial en 1974 y 2001 respectivamente.

### Escudo
Su descripción heráldica es la siguiente:

Escudo cortado; Primero, de gules (rojo), una higuera de su color, adiestrada y siniestrada de dos jinetes armados, uno moro y otro cristiano, en batalla, de plata (blanco); bordura de sinople (verde), cargada de ocho bellotas de oro (amarillo). Segundo, de gules, banda de oro, engolada de dos cabezas de dragantes del mismo metal, linguados de gules; bordura de azur (azul), cargada de dos flores de lis, una en jefe y otra en punta, y dos columnas de plata, una en cada uno de los flancos. Timbrado con corona real abierta.

La higuera con los jinetes simboliza la importante batalla de La Higueruela (1431) y que tuvo lugar en las inmediaciones del municipio. Las bellotas recuerdan que el nombre de la localidad significa 'Alquería de las Encinas'. El segundo cuartel son las armas de los Álvarez de Bohorques, a quienes Felipe IV concedió la localidad en señorío.

### Bandera
La enseña del municipio tiene la siguiente descripción:

Rectangular, de proporciones 2:3, formada por un triángulo blanco con una encina verde, que tiene sus vértices en los extremos del asta y el punto medio del batiente, siendo el triángulo superior restante rojo y verde el inferior.

La presencia de la encina alude el origen del topónimo antes descrito; y los colores rojo y verde están muy vinculados a Granada.

## Historia
El nacimiento de Albolote como entidad de población se inició con la llegada al trono del Reino de Granada de la dinastía Nazarí. Inicialmente se creó para dotar de tierras y casas a la guarnición militar que defendía el Camino Real de Jaén, asentando definitivamente el primer núcleo de habitantes que daría origen al actual Albolote. El término deriva del topónimo árabe Qaryat al-Bollut, que significa 'Alquería de las Encinas'.

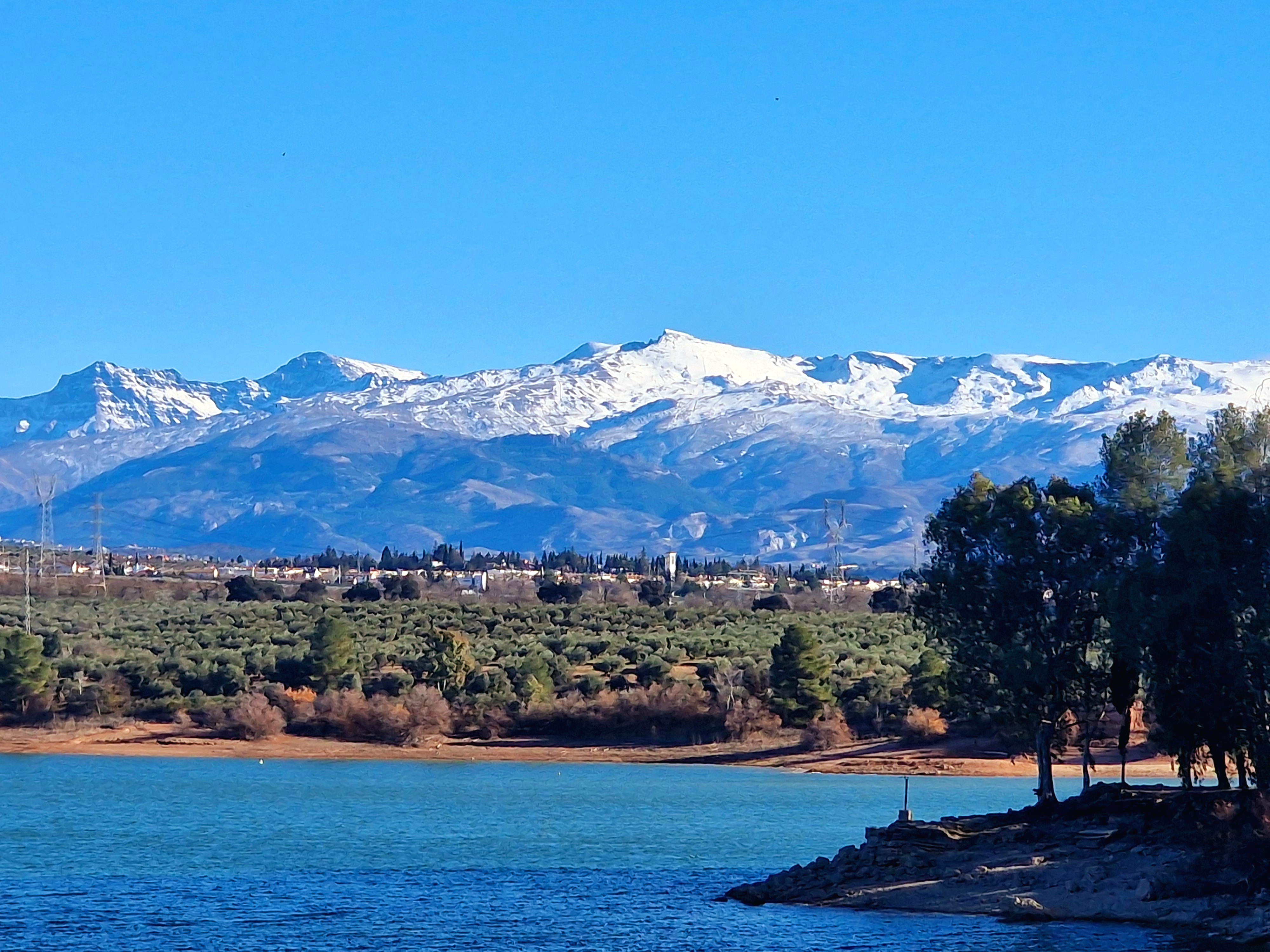
Vista del embalse de Cubillas, entre los términos municipales de Albolote y Atarfe, con Sierra Nevada al fondo

En las inmediaciones de Albolote, en Sierra Elvira, tuvo lugar la batalla de La Higueruela el 1 de julio de 1431, en la que las tropas de Juan II de Castilla derrotaron a los ejércitos granadinos. En la Sala de las Batallas del Monasterio de El Escorial hay una obra que hace referencia a dicha batalla y en la que aparece el nombre de Albolote.
En el siglo XVII pasó como señorío, por disposición del rey Felipe IV, a Antonio Álvarez de Bohorques, primer marqués de los Trujillos. En el año 1803 el rey Carlos IV concede el título de duque de Gor, con Grandeza de España a Nicolás Mauricio Álvarez de Bohórquez.
El 19 de abril de 1956 se produjo un fuerte terremoto de 5,1 grados en la escala Richter con epicentro en este municipio, dejando dañadas la mayor parte de las edificaciones de la localidad, y provocando al menos tres muertos de manera directa y multitud de heridos. Se trata del penúltimo seísmo registrado en España con víctimas mortales, tras el de Murcia en 2011.

## Geografía

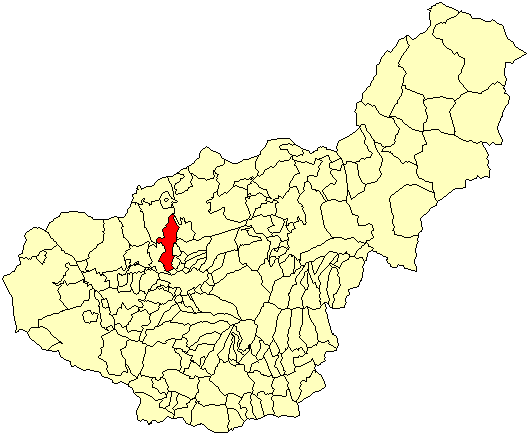
Extensión del municipio en la provincia de Granada

Por su término municipal discurren los ríos Cubillas, Colomera, Bermejo y Blanco, así como los arroyos de Juncaril y Magon.
También destaca el embalse de Cubillas, con una extensión de 194 ha, y construido en 1956.

### Situación
Integrado en la comarca de la Vega de Granada, se encuentra situado a 11 kilómetros de la capital provincial, a 84 de Jaén, a 160 de Almería y a 280 de Murcia.
| Noroeste: Colomera       | Norte: Colomera e Iznalloz | Nordeste: Iznalloz y Deifontes                       |
| Oeste: Colomera y Atarfe |                            | Este: Deifontes, Cogollos Vega, Calicasas y Peligros |
| Suroeste: Atarfe         | Sur: Atarfe y Maracena     | Sureste: Maracena                                    |

### Clima
El clima de Albolote es de tipo mediterráneo continentalizado: fresco en invierno, con abundantes heladas; y caluroso en verano, con máximas sobre los 35 °C. La oscilación térmica es grande durante todo el año, superando muchas veces los 20 °C en un día. Las lluvias, ausentes en verano, se concentran en el invierno y son escasas durante el resto del año.
| Parámetros climáticos promedio de Albolote            | Parámetros climáticos promedio de Albolote | Parámetros climáticos promedio de Albolote | Parámetros climáticos promedio de Albolote | Parámetros climáticos promedio de Albolote | Parámetros climáticos promedio de Albolote | Parámetros climáticos promedio de Albolote | Parámetros climáticos promedio de Albolote | Parámetros climáticos promedio de Albolote | Parámetros climáticos promedio de Albolote | Parámetros climáticos promedio de Albolote | Parámetros climáticos promedio de Albolote | Parámetros climáticos promedio de Albolote | Parámetros climáticos promedio de Albolote |
| Mes                                                   | Ene.                                       | Feb.                                       | Mar.                                       | Abr.                                       | May.                                       | Jun.                                       | Jul.                                       | Ago.                                       | Sep.                                       | Oct.                                       | Nov.                                       | Dic.                                       | Anual                                      |
| ----------------------------------------------------- | ------------------------------------------ | ------------------------------------------ | ------------------------------------------ | ------------------------------------------ | ------------------------------------------ | ------------------------------------------ | ------------------------------------------ | ------------------------------------------ | ------------------------------------------ | ------------------------------------------ | ------------------------------------------ | ------------------------------------------ | ------------------------------------------ |
| Temp. máx. media (°C)                                 | 13.0                                       | 15.3                                       | 18.6                                       | 20.1                                       | 24.6                                       | 30.0                                       | 34.4                                       | 33.9                                       | 29.4                                       | 22.7                                       | 17.2                                       | 13.5                                       | 22.7                                       |
| Temp. media (°C)                                      | 6.7                                        | 8.5                                        | 11.0                                       | 12.8                                       | 16.8                                       | 21.4                                       | 24.8                                       | 24.5                                       | 20.9                                       | 15.5                                       | 10.7                                       | 7.6                                        | 15.1                                       |
| Temp. mín. media (°C)                                 | 0.3                                        | 1.8                                        | 3.4                                        | 5.6                                        | 9.0                                        | 12.9                                       | 15.2                                       | 15.0                                       | 12.4                                       | 8.2                                        | 4.2                                        | 1.8                                        | 7.5                                        |
| Precipitación total (mm)                              | 41                                         | 38                                         | 30                                         | 38                                         | 28                                         | 17                                         | 4                                          | 3                                          | 16                                         | 42                                         | 48                                         | 53                                         | 357                                        |
| Fuente: Agencia Estatal de Meteorología, España (ed.) |                                            |                                            |                                            |                                            |                                            |                                            |                                            |                                            |                                            |                                            |                                            |                                            |                                            |

## Demografía
Albolote cuenta con una población de 19 587 habitantes (INE 2024), que se distribuyen de la siguiente manera:
| Unidad poblacional  | Hab.   |
| ------------------- | ------ |
| Albolote            | 15 053 |
| El Aire             | 2282   |
| El Chaparral        | 1326   |
| Parque del Cubillas | 624    |
| Pretel              | 189    |
| Total               | 19 474 |

### Evolución de la población

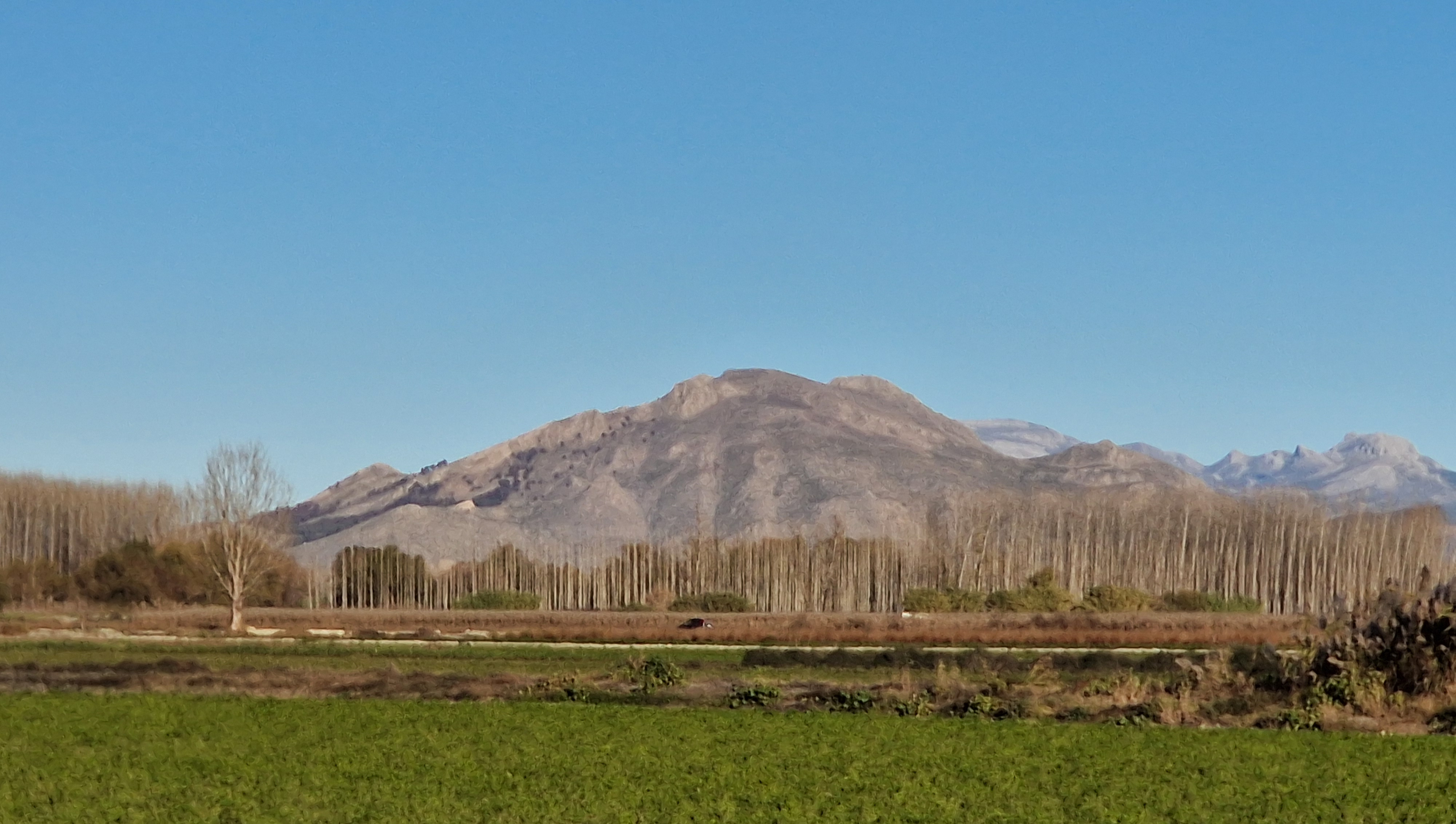
Vista de Sierra Elvira, que ocupa parte del término municipal de Albolote

| Gráfica de evolución demográfica de Albolote entre 1842 y 2021                                                      |
| |
| Población de derecho según los censos de población del INE Población de hecho según los censos de población del INE |

## Economía

### Evolución de la deuda viva municipal
| Gráfica de evolución de la deuda viva del Ayuntamiento de Albolote entre 2008 y 2020                                |
| |
| Deuda viva del Ayuntamiento de Albolote en miles de euros según datos del Ministerio de Hacienda y Función Pública. |

## Administración y política
Los resultados en Albolote de las últimas elecciones municipales, celebradas en mayo de 2023, son:
| Elecciones Municipales - Albolote (2023) | Elecciones Municipales - Albolote (2023)                                         | Elecciones Municipales - Albolote (2023) | Elecciones Municipales - Albolote (2023) | Elecciones Municipales - Albolote (2023) |
| Partido político                         | Partido político                                                                 | Votos                                    | Votos                                    | Concejales                               |
| ---------------------------------------- | -------------------------------------------------------------------------------- | ---------------------------------------- | ---------------------------------------- | ---------------------------------------- |
|                                          | Partido Popular (PP)                                                             | 2727                                     | 31,60 %                                  | 7                                        |
|                                          | Partido Socialista Obrero Español (PSOE)                                         | 1901                                     | 22,03 %                                  | 4                                        |
|                                          | Vox                                                                              | 1005                                     | 11,64 %                                  | 2                                        |
|                                          | Izquierda Unida-Para la Gente (PARA LA GENTE)                                    | 899                                      | 10,41 %                                  | 2                                        |
|                                          | Agrupación Ciudadana de Urbanizaciones y El Chaparral para su Desarrollo (ACUDE) | 823                                      | 9,53 %                                   | 2                                        |

### Alcaldes
| Legislatura | Nombre                                                                               | Grupo |
| ----------- | ------------------------------------------------------------------------------------ | ----- |
| 1979-1983   | José Antonio Ramírez Milena                                                          | PCE   |
| 1983-1987   | José Antonio Ramírez Milena (1983-1985) Mario Ramírez Muñoz (1985-1987)              | PCE   |
| 1987-1991   | Francisco Ocete Ramírez                                                              | PSOE  |
| 1991-1995   | Francisco Ocete Ramírez                                                              | PSOE  |
| 1995-1999   | Francisco Ocete Ramírez (1995-1998) Concepción Ramírez Marín (1998-1999)             | PSOE  |
| 1999-2003   | Concepción Ramírez Marín                                                             | PSOE  |
| 2003-2007   | Concepción Ramírez Marín (2003-2004) Vicente Marcial Ballesteros Alarcón (2004-2007) | PSOE  |
| 2007-2011   | Pablo García Pérez                                                                   | PP    |
| 2011-2015   | Pablo García Pérez                                                                   | PP    |
| 2015-2019   | Concepción Ramírez Marín                                                             | PSOE  |
| 2019-2023   | Salustiano Ureña García                                                              | PP    |
| 2023-act.   | Salustiano Ureña García                                                              | PP    |

## Comunicaciones

### Carreteras
Albolote constituye un importante nudo de comunicaciones al converger en su municipio las autovías A-44 —que une Jaén con Granada y su costa— con la A-92 —entre Almería y Sevilla—. En diciembre de 2020 se puso en funcionamiento la Segunda Circunvalación de Granada, variante exterior de la A-44 que discurre por la Vega granadina, incluido el municipio alboloteño, sin necesidad de pasar por Granada capital, con el alivio que ello supune para los vehículos que se dirigen desde Madrid, Ciudad Real y Jaén a la costa mediterránea granadina. Desde ese momento el tramo de la A-44 que funcionaba como Circunvalación de Granada pasó a denominarse autovía GR-30, y la Segunda Circunvalación pasó a formar parte de la propia autovía A-44.
Las principales vías del municipio son:
| Identificador | Denominación                                 | Itinerario                     |
| ------------- | -------------------------------------------- | ------------------------------ |
| GR-30         | Circunvalación de Granada                    | El Chaparral - Villa de Otura  |
| A-44          | Autovía de Sierra Nevada                     | Bailén - Motril                |
| A-92          | Autovía A-92                                 | Sevilla - Almería              |
| N-323a        | Carretera de Sierra Nevada                   | Bailén - Motril                |
| A-4076        | Carretera de Colomera                        | Parque del Cubillas - Colomera |
| GR-3417       | De Maracena a Santa Fe por Albolote y Atarfe | Maracena - Santa Fe            |
| GR-3419       | De A-44 a GR-3424                            | El Chaparral - Güevéjar        |
| GR-3423       | De A-44 a Iznalloz                           | Deifontes - Iznalloz           |

### Autobús
Albolote dispone de un servicio de autobús interurbano gestionado por el Consorcio de Transporte Metropolitano del Área de Granada:
- Línea 122 (Granada-Maracena-Albolote-Atarfe)
- Línea 123 (Granada-Albolote por Carretera de Jaén)
- Línea 117 (Granada-Pantano de Cubillas)Calle Jacobo Camarero, por donde pasa el Metro de Granada

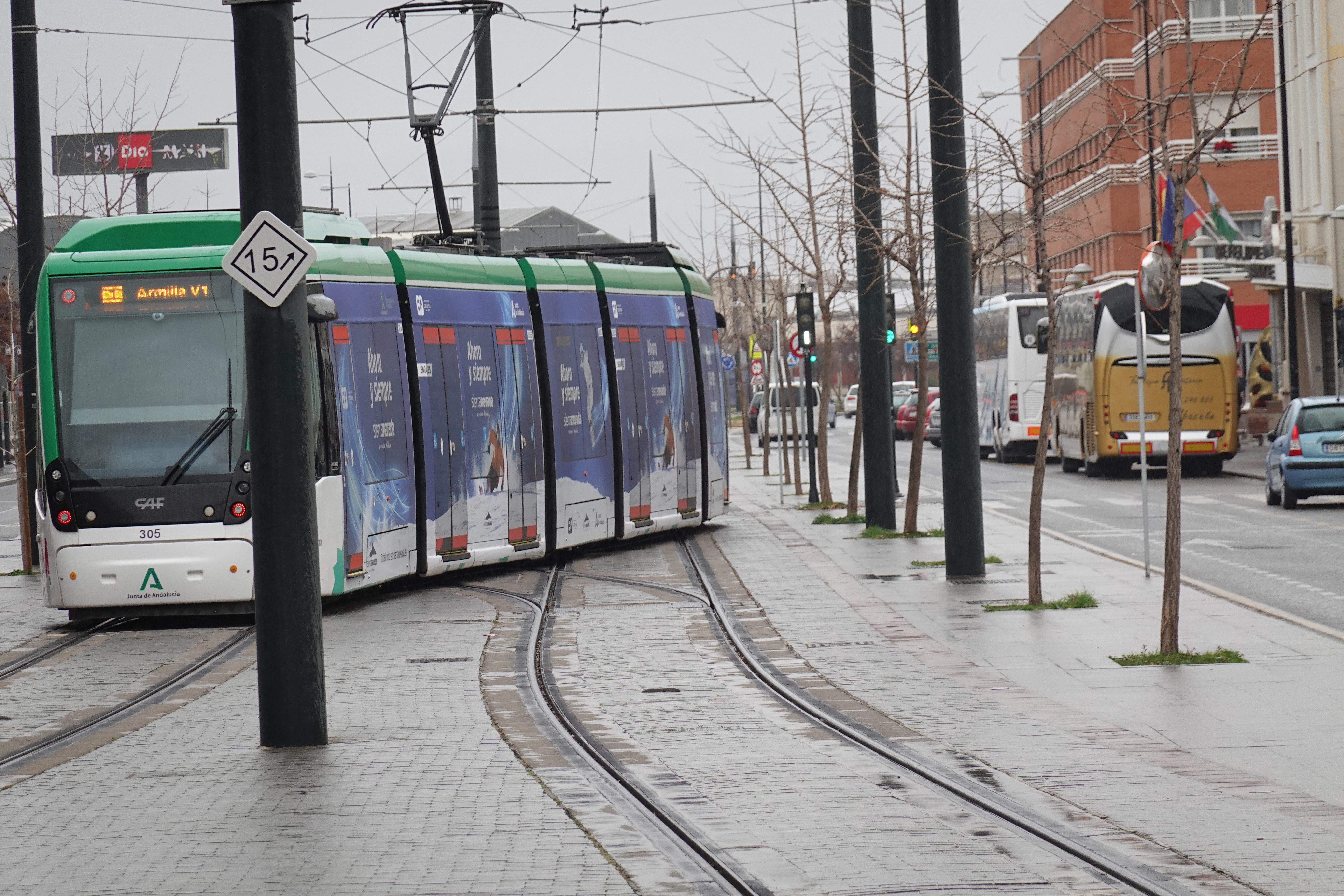
Calle Jacobo Camarero, por donde pasa el Metro de Granada

### Metro
En Albolote se encuentra la parada de Jacobo Camarero, la primera parada de la Línea 1 del Metro de Granada, que empezó a funcionar con su horario normal el día 21 de septiembre de 2017.

### Ferrocarril
Por el municipio de Albolote también pasa la línea Moreda-Granada, que une la ciudad de Granada con Almería y Linares. Cabe destacar que la estación de Albolote, situada en el interior del polígono industrial de Juncaril, no dispone actualmente de servicio de viajeros, habiendo estado dedicada durante las últimas décadas al tráfico de mercancías (antiguamente dio servicio a Repsol Butano). Existen varios ramales industriales en la zona.

## Servicios públicos

### Sanidad
El municipio cuenta con un centro de salud con servicio de urgencias y un consultorio médico de atención primaria situados el primero en la calle Alfonso XIII n.º 7, de Albolote; y el segundo en la calle Clavel n.º 1, de la pedanía de El Chaparral, dependientes todos ellos del Distrito Sanitario Metropolitano de Granada. El área hospitalaria de referencia es el Hospital Ruiz de Alda de Granada capital.

### Educación
Existen trece centros educativos en el municipio donde se imparten Educación Infantil, Educación Primaria, Educación Secundaria Obligatoria (ESO) y Educación para Adultos:
| Denominación genérica                    | Nombre del centro               | Naturaleza | Dirección                                        |
| ---------------------------------------- | ------------------------------- | ---------- | ------------------------------------------------ |
| Centro de educación de adultos           | SEP Albolut                     | Público    | C/ Doctor Burgos Canals, 6                       |
| Centro de educación de adultos           | CEP Concepción Arenal           | Público    | Ctra. de Colomera km. 16,5                       |
| Centro docente privado                   | Colegio Ave María               | Privado    | C/ Jacobo Camarero, 3                            |
| Centro privado de educación infantil     | EI Anaki                        | Privado    | C/ Baza, parcela 345. P.I. Juncaril              |
| Centro privado de educación infantil     | EI Galopín                      | Privado    | C/ Fray Bartolomé de las Casas, 4                |
| Centro privado de educación infantil     | EI Loma Verde                   | Privado    | Av. de las Acacias, s/n. Urbanización Loma Verde |
| Centro privado de educación infantil     | EI Nenes                        | Privado    | C/ Doctor Laureano Vázquez, 4, locales 7 y 8     |
| Colegio de educación infantil y primaria | CEIP Abadía                     | Público    | C/ Abadía, 36                                    |
| Colegio de educación infantil y primaria | CEIP San Isidro Labrador        | Público    | Av. de las Acacias, s/n. El Chaparral            |
| Colegio de educación infantil y primaria | CEIP Tínar                      | Público    | C/ Tínar, 46                                     |
| Escuela infantil                         | EI El Parque                    | Público    | C/ Doctor Burgos Canals, s/n                     |
| Escuela infantil                         | EI Francisco Lucilo de Carvajal | Público    | C/ Doctor Burgos Canals, 8                       |
| Instituto de educación secundaria        | IES Aricel                      | Público    | C/ Aricel, s/n                                   |

## Cultura

### Monumentos de interés

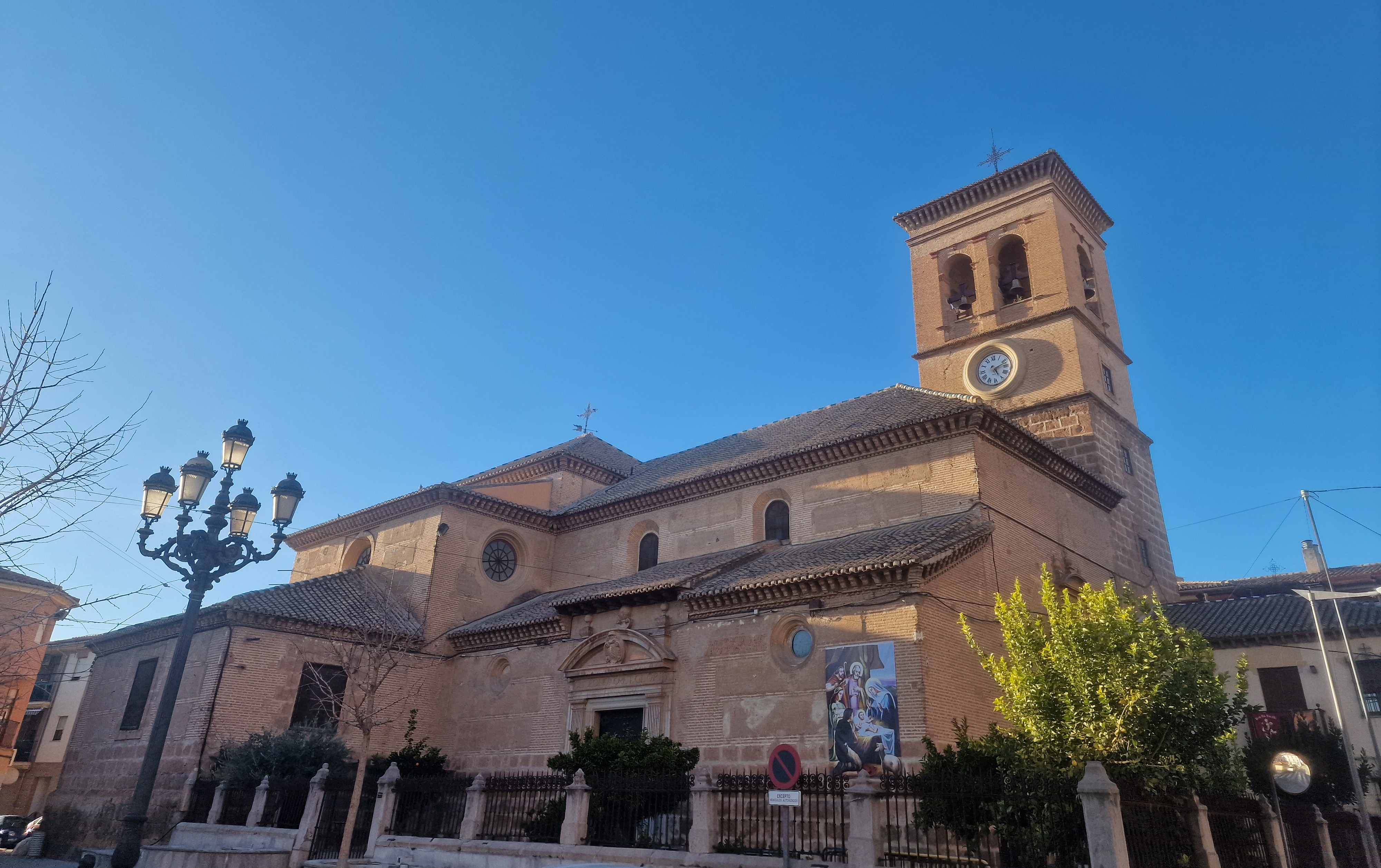
Parroquia de la Encarnación

Entre sus monumentos destaca la iglesia parroquial de Nuestra Señora de la Encarnación, del siglo XVI, cuyo retablo mayor se debe a los maestros Pablo de Rojas, Bernabé de Gaviria y Martín de Aranda.
También cuenta con una torre-atalaya, que data de siglo XIII, situada en el collado de los Pinos, en Sierra Elvira. Popularmente es conocida como "El Torreón". Su forma es cilíndrica, un tanto tronco cónica, con un diámetro de 5,40 m y una altura de 9,40 mm. Desde esta ubicación estratégica se divisaba un amplio terreno para poder defender a la ciudad de Granada del enemigo que la atacase en la época nazarí.

### Fiestas
Las fiestas populares se celebran el primer fin de semana de agosto, comenzando el jueves anterior a dicho fin de semana. Estas fiestas son en honor al patrón del pueblo, el Santísimo Cristo de la Salud.

#### Candelaria
La celebración de la tradicional candelaria tiene lugar el 2 de febrero, y en ella es costumbre el subir al cerro donde está situado el Torreón. En su origen era una reunión de familias para compartir la gastronomía propia de cada una de ellas, aunque en la actualidad el objetivo es simplemente pasar un día de campo.

## Localidades hermanadas
- Besanzón, Francia[11]
- Guaynabo, Puerto Rico[12]